# Jean Améry
Jean Améry (31. října 1912, Vídeň – 17. října 1978, Salcburk), narozen jako Hanns Chaim Mayer, byl filosof a spisovatel rakouského původu, který později tvořil i ve francouzštině. Během 2. světové války prováděl protinacistickou činnost, byl vězněn v několika koncentračních táborech. Po válce se usadil v Belgii, kde pracoval jako novinář. Zemřel na předávkování léky v roce 1978.

## Mládí
Narodil se ve Vídni roku 1912, jeho otec židovského původu skonal nedlouho po spisovatelově narození během 1. světové války. Byl tedy vychováván matkou katoličkou, studoval na univerzitě filosofii a literaturu.

## Období 2. světové války
Jeho rodina se s blížící se 2. světovou válkou od židovství distancovala, jako reakci na schválení Norimberských zákonů se Améry začal zabývat protinacistickou činností. V roce 1938 z Rakouska emigroval do Francie a později do Belgie. Společnicí mu byla jeho židovská manželka. Ale z Belgie byl deportován zpět do jižní Francie (tehdy pod německým vlivem), protože byl označen za nepřítele Říše. Z internačního tábora v Gurs však utekl zpět do Belgie a pokračoval v protinacistické činnosti. V roce 1943 byl zatčen gestapem, byl mučen a poté odeslán do pracovního tábora Auschwitz III Monowitz. Do konce války ještě prošel Buchenwaldem a osvobození britskou armádou se dočkal až Bergen-Belsenu.

## Poválečná doba
Po válce si změnil jméno na Jean Améry (Améry je přesmyčka slova Mayer) – chtěl se tak distancovat od německé kultury a naopak vyjádřit své sympatie k Francii. Vrátil se už potřetí do Belgie, kde pracoval jako německy píšící novinář pro švýcarský tisk (odmítal publikovat pro německá a rakouská média). Současně začal vyjadřovat své názory na válku a holokaust, které doplňoval svými zážitky z koncentračních a pracovních táborů. Jeho posledním dílem před smrtí byla kniha úvah o sebevraždě, kterou také o dva roky později spáchal.